# アントン・ウルリヒ (ブラウンシュヴァイク＝ヴォルフェンビュッテル公)
アントン・ウルリヒ（ドイツ語：Anton Ulrich, 1633年10月4日 - 1714年3月27日）は、ブラウンシュヴァイク＝リューネブルク公の1人で、ブラウンシュヴァイク＝ヴォルフェンビュッテル侯（在位：1685年 - 1714年）。アウグスト2世と2番目の妻ドロテア・フォン・アンハルト＝ツェルプストの次男。ルドルフ・アウグストの弟、フェルディナント・アルブレヒト1世の兄。

## 生涯
ヘルムシュテット大学で学んだが、1666年に父が死ぬと、同母兄のルドルフ・アウグストがヴォルフェンビュッテル侯の座を引き継いだが、アントン・ウルリヒが兄の代理を務める事もあった。1685年、男子のないルドルフ・アウグストはアントン・ウルリヒを同格の共同統治者とした。もともと国政に関心の薄いルドルフ・アウグストは、国務における政治決定の大半を弟に委ねるようになった。1690年、ブランケンブルク伯領を次男のルートヴィヒ・ルドルフに与えた（1707年、侯爵に昇格）。
1692年、同族（又従弟）で傍系のカレンベルク侯エルンスト・アウグストが神聖ローマ皇帝レオポルト1世から選帝侯の地位を獲得して自領をハノーファー選帝侯領と改称すると、ヴォルフェンビュッテル侯家とカレンベルク侯家の間には対立関係が生じた。嫡系のアントン・ウルリヒとルドルフ・アウグストの兄弟は同じように選帝侯位を望んだが叶わず、ひどく落胆していたからである。
エルンスト・アウグストの子ゲオルク・ルートヴィヒ（後のイギリス王ジョージ1世）はスペイン継承戦争で神聖ローマ皇帝レオポルト1世の側についたのに対して、アントン・ウルリヒはフランス王ルイ14世側につく事を決めた為に、ゲオルク・ルートヴィヒは1702年3月にヴォルフェンビュッテルに侵攻した。アントン・ウルリヒはヴォルフェンビュッテルからブラウンシュヴァイクに避難し、辛くも敵軍の捕虜となるのを免れたが、皇帝の命令により、兄の抗議も空しくアントン・ウルリヒは廃位され、ルドルフ・アウグストが単独統治者に戻り、アントン・ウルリヒはやむなくザクセン＝ゴータ公国に亡命した。同年4月、ルドルフ・アウグストはゲオルク・ルートヴィヒとの和約に調印し、後にアントン・ウルリヒもこれにサインした。
1704年にルドルフ・アウグストが死ぬと、アントン・ウルリヒは単独統治者として復位した。しかしアントン・ウルリヒはゲオルク・ルートヴィヒとの抗争を続け、この状況は1706年に両者が最終的な和平条約を結ぶまで続いた。
1709年、アントン・ウルリヒはローマ・カトリックに改宗したが、侯国の臣民に対しては従来の親プロテスタント政策を続ける事を保障した。但し、彼は領国において最初のカトリック教会を開く許可を与えてはいる。1714年に自分の建てたザルツダーラム宮殿で亡くなり、長男のアウグスト・ヴィルヘルムが後を継いだ。
アントン・ウルリヒは学術と芸術の庇護者として知られていた。彼は父の建てたアウグスト公爵図書館の蔵書を大幅に増やし、哲学者のゴットフリート・ライプニッツを司書として雇ってもいた。さらにヨーロッパ初の黒人博士号取得者だったアントン・ヴィルヘルム・アーモの後援者でもあった。自身も2冊の小説と多くの詩を書き、美術品を数多く収集し、アントン・ウルリヒ公爵美術館を設立した。

## 子女
1656年、アントン・ウルリヒはシュレースヴィヒ＝ホルシュタイン＝ゾンダーブルク＝ノルブルク公フリードリヒの娘エリーザベト・ユリアーネ（1634年 - 1704年）と結婚した。公爵夫妻は13人の子女に恵まれたが、うち6人は夭折した。
- アウグスト・フリードリヒ（1657年 - 1676年）
- エリーザベト・エレオノーレ（1658年 - 1729年） - 1675年にメクレンブルク＝シュヴェリーン公ヨハン・ゲオルクと初婚、1681年にザクセン＝マイニンゲン公ベルンハルト1世と再婚
- アンナ・ゾフィー（1659年 - 1742年） - 1677年、バーデン＝ドゥルラハ辺境伯カール・グスタフと結婚
- レオポルト・アウグスト（1661年 - 1662年、夭折）
- アウグスト・ヴィルヘルム（1662年 - 1731年）
- アウグスト・ハインリヒ（1663年 - 1664年、夭折）
- アウグスト・カール（1664年、夭折）
- アウグスト・フランツ（1665年 - 1666年、夭折）
- アウグステ・ドロテア（1666年 - 1751年）
- アマーリア・アントニア（1668年、夭折）
- ヘンリエッテ・クリスティーネ（1669年 - 1753年） - ガンデルスハイムの女子修道院長
- ルートヴィヒ・ルドルフ（1671年 - 1735年）
- ジビッレ・ロザーリア（1672年 - 1673年、夭折）

## 著作
- Die durchleuchtige Syrerinn Aramena （『アラメナ、有名なシリア人』、1669年 - 1673年）
- Die Römische Octavia （『ローマのオクタウィア』、1677年 - 1707年）

| 爵位・家督                | 爵位・家督                                                     | 爵位・家督                    |
| ------------------------- | -------------------------------------------------------------- | ----------------------------- |
| 先代 ルドルフ・アウグスト | ブラウンシュヴァイク＝ヴォルフェンビュッテル侯 1685年 - 1714年 | 次代 アウグスト・ヴィルヘルム |